# Prodidomus flavipes
Prodidomus flavipes is een spinnensoort uit de familie van de Prodidomidae.
De wetenschappelijke naam van de soort werd in 1952 gepubliceerd door Reginald Frederick Lawrence.